# Jerome Brown
(en) Statistiques sur pro-football-reference
Jerome Brown (né le 4 février 1965 à Brooksville et mort le 25 juin 1992 dans cette même ville) est un joueur américain de football américain ayant évolué pendant cinq saisons en NFL avec les Eagles de Philadelphie. Il meurt dans un accident de la circulation à l'âge de 27 ans avant le début de la saison NFL 1992.

## Carrière

### Université et controverse
Brown fait ses études à l'université de Miami et joue dans l'équipe de football américain de l'université. Il se distingue rapidement comme un joueur agressif et est souvent qualifié de joueur le plus craint dans l'histoire du football américain.
En 1987, il fait naître une polémique après avoir mené une grève à cinq jours du Fiesta Bowl, après que leurs adversaires, l'université d'État de Pennsylvanie, se seraient moqués ouvertement de l'entraîneur de Brown et de Miami, Jimmie Johnson. Jerome déclarera : « Est-ce que les Japonais se sont assis et ont dîné avec Pearl Harbor avant de le bombarder ? » (« Did the Japanese go sit down and have dinner with Pearl Harbor before they bombed them ? ») pour justifier sa grève. Finalement, le match a lieu dans un climat électrique et, à la surprise générale, Penn State remporte le match sur un score de 14-10 et est déclaré champion national.

### Professionnel
Favori, Jerome est drafté au premier tour du draft de 1987 par les Eagles de Philadelphie au neuvième choix. Sa première saison avec les Eagles démarre d'une belle manière puisqu'il joue douze matchs (huit comme titulaire) et intercepte deux passes ; lors de cette même saison, il récupère un fumble et parcourt 37 yards.
Son année de rookie ayant impressionné, Brown devient un élément de l'équipe en jouant tous les matchs de la saison (quinze comme titulaire) et fait une nouvelle interception qui sera la dernière de sa carrière. La saison 1989 est bonne puisqu'il totalise 10,5 sacks en seize matchs disputés (tous comme titulaire) mais il franchit un palier en récupérant cinq fumbles en 1990 lui permettant d'être sélectionné pour le Pro Bowl de cette même année.
En 1991, il fait 9,0 sacks et recouvre deux fumbles ; il participe pour la seconde et dernière fois au Pro Bowl.

## Décès
Le 25 juin 1992, Jerome Brown et son neveu, Gus, ont un accident de la route à Brooksville, ville natale du defensive tackle, les deux occupants du véhicule sont décédés des suites du choc qui fut assez violent. La version officielle est que Brown perdit le contrôle de sa Chevrolet Corvette ZR1 et s'écrasa contre un poteau électrique. Il avait 27 ans.
Jerome fut enterré au cimetière de Brooksville. Huit ans après sa mort, le Jerome Brown Community Center ouvrit, en hommage au jeune disparu.

## Une trace ineffaçable
Le 6 septembre 1992, avant l'ouverture de la saison des Eagles, un hommage est rendu au Veterans Stadium en l'honneur de Brown dans une cérémonie d'avant-match marquée par l'émotion. Son numéro #99 fut retiré ce même jour par les Eagles.
Peu de temps après cet hommage, les fans et spectateurs de Philadelphie, scandaient « Bring it home for Jerome » (« ramenez-le à la maison pour Jerome ») faisant référence au Super Bowl que les fans apportaient dans la ville natale de Brown. Aujourd'hui encore, ce rituel est pratiqué par les fans des Eagles et de Jerome Brown.